# Sesamia inferens
Sesamia inferens är en fjärilsart som beskrevs av Walker 1856. Sesamia inferens ingår i släktet Sesamia och familjen nattflyn. Inga underarter finns listade i Catalogue of Life.

## Bildgalleri

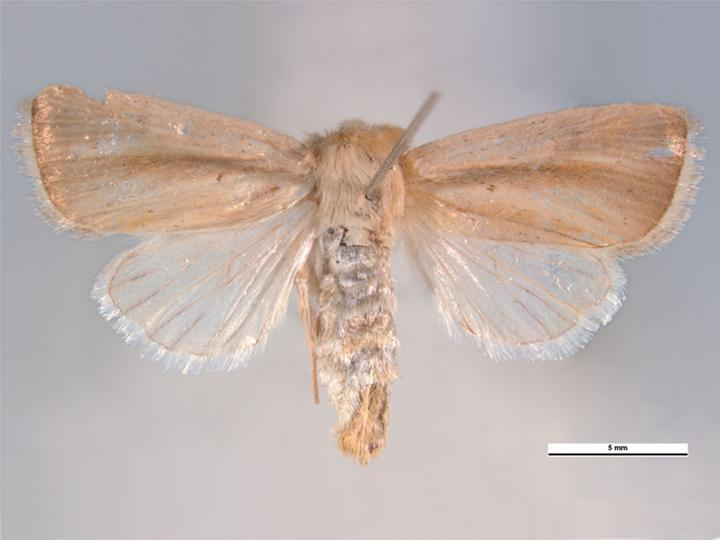
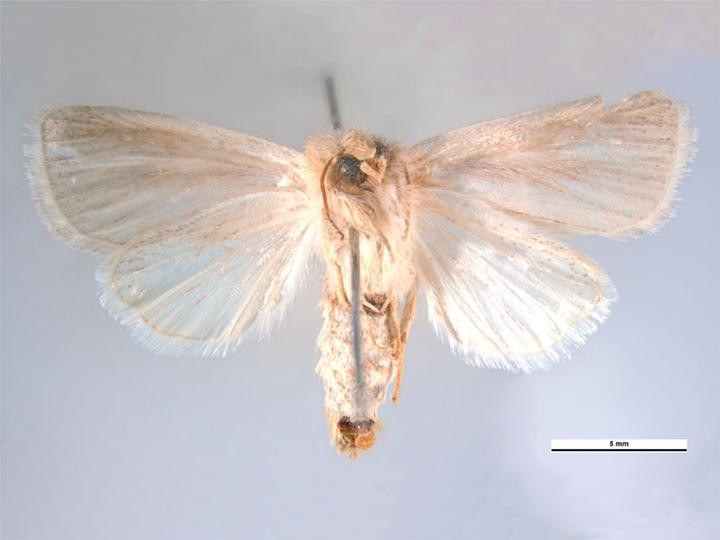